# Saint Peter Port
Saint Peter Port er hovedstaden og største havneby på øen Guernsey og ligger på øens østlige kyst.
- Wikimedia Commons har flere filer relateret til Saint Peter Port